# Zala Friškovec
Zala Friškovec (Lubiana, 10 ottobre 1999) è una cestista slovena.

## Carriera
Con la Slovenia ha disputato due edizioni dei Campionati europei (2019, 2021).